# 横屋ゴルフ・アソシエーション
横屋ゴルフ・アソシエーション（よこやゴルフ・アソシエーション）は、かつて兵庫県武庫郡魚崎村横屋（現在の神戸市東灘区魚崎南町一丁目）にあったゴルフ場。神戸ゴルフ倶楽部に続き1904年（明治37年）に作られた、日本で2番目に古いゴルフ場である。ゴルフコースは「横屋コース」とも呼ばれる。1914年（大正3年）に土地の使用問題から廃止されたが、1922年（大正11年）に甲南ゴルフ倶楽部が組織され、横屋コースが復活している。甲南ゴルフ倶楽部は日本ゴルフ協会（JGA）の設立に加わった7つの俱楽部の1つであったが、六甲山から流れ下る川の河口部という立地もあって1930年代に室戸台風と阪神大水害による壊滅的打撃を受け、ゴルフ場としての存続が困難になって消滅した。

## 歴史

### 横屋コースの開設
日本初のゴルフ場は、1901年（明治34年）に六甲山上に開設された（当初は4ホール。のちの神戸ゴルフ倶楽部）。しかしその立地から、冬季には積雪のためにプレーできなくなるという欠点があった。このため、神戸ゴルフ倶楽部の会員であったウィリアム・ジョン・ロビンソンは、冬季にもゴルフがプレーできるよう、平地にゴルフコースをつくることを企画した。
1904年（明治37年）、武庫郡魚崎村横屋の天上川河口部右岸に神戸ゴルフ倶楽部の創設者であるアーサー・ヘスケス・グルームが確保していた土地を無償で借りてコース用地とし、横屋ゴルフ・アソシエーションを設立した。ロビンソンは、コースの近所で農業を営む福井藤太郎に工事を依頼した。建設費600円は、ロビンソンが私費で賄ったという。
横屋コースは6ホールからなるフラットなコースで、全長1196ヤード、パー21（パー20とも）であった。グリーンも当初はサンドグリーン（芝ではなく砂で固めたグリーン）であった。
福井家はゴルフ場の運営・管理を行うこととなり、食事の提供やキャディの手配なども行った。しばらくの間クラブハウスとして福井家の座敷が借用されたが、当初会員はみな外国人であったため、靴を履いたまま座敷の「クラブハウス」に上がりこむ事態となったというエピソードがあり、藤太郎は英語を話せなかったため、諦めてそのままにしたとも、クラブハウスとして土間を提供したともいう。福井藤太郎の二男がのちに日本最初のプロゴルファーとなる福井覚治（1891年 - 1930年）である。覚治はやがてロビンソンの専属キャディとなり、ゴルフを覚えた。
しかし1912年（大正元年）、土地が石油会社に売却され、無償でゴルフコースに使用することが不可能となったため、横屋のゴルフコースは閉鎖されることとなった。グルームは当時オリエンタルホテルを経営していたが、借金がかさんで返済に窮し、横屋の土地を手放さざるを得なかったためという。
ゴルファーたちは代替地探しに奔走し、1914年（大正3年）に鳴尾速歩競馬場跡地にゴルフコース（鳴尾ゴルフ・アソシエーション）が設立されて横屋のゴルフコースは閉鎖された。

### 甲南ゴルフ倶楽部の設立
もっとも、横屋のゴルフコース跡を石油会社は放置したため、福井たちは従来通りゴルフを行っていたという。福井は生家近くの青木字西浜（現在の青木二丁目）に日本初のゴルフ室内練習場を設け（自宅クラブハウスに作ったという記述もある）、また道具の製造販売や修理も行っていた。
1922年（大正11年）には、南郷三郎や伊藤長蔵らが土地所有者に働きかけて正式にコースを再建して甲南ゴルフ倶楽部を設立した。コース再建後、サンドグリーンを芝グリーンにするなどの改修が加えられたとされ、1930年代の『全国ゴルフ場案内』によれば、6ホール・1178ヤード・パー20となっている。甲南ゴルフ倶楽部は設立時に越道政吉をプロとして迎えており、越道は日本で2人目のプロゴルファーとされる。越道は福井覚治と同郷（青木出身）で2～3歳下の幼馴染であり、福井の室内練習場や工房で「弟子」として仕事をしていた。
甲南ゴルフ倶楽部は1924年（大正13年）に日本ゴルフ協会（JGA）の設立に加わった7つの倶楽部の一つであった。甲南ゴルフ倶楽部からは、戸田藤一郎が出ている。
1934年（昭和9年）、室戸台風に伴って発生した「関西風水害」で、コースは大きな被害を受けた。1937年（昭和12年）・1938年（昭和13年）の『全国ゴルフ場案内』（ゴルフドム社）には甲南ゴルフ倶楽部の掲載があり、南郷三郎が代表を務め、福井俊一・福井正一がプロとして在籍している。『日本のゴルフ100年』によれば、さきの関西風水害の被害に続く形で1938年（昭和13年）に阪神大水害（表六甲山津波）による壊滅的な打撃を受け、ゴルフ場としての命脈を断たれたという。
21世紀の現在、横屋コースの跡地には神戸市立魚崎中学校や瀬戸公園グラウンドなどが所在する。